# Passé composé
Passé composé (phát âm [pase kɔ̃poze]; 'quá khứ kép') là một thì quá khứ trong tiếng Pháp hiện đại. Thì này được dùng để thể hiện một hành động đã được hoàn thành hoặc chưa hoàn thành tại thời điểm nói, hoặc tại một số (có thể không rõ) thời điểm trong quá khứ. Ban đầu tương ứng về chức năng với thì hiện tại hoàn thành trong tiếng Anh, nhưng bây giờ có một xu hướng để dùng thì này cho tất cả các hành động đã được hoàn thành trong quá khứ dưới dạng một thì tương đương với quá khứ đơn. Cách sử dụng hiện tại tương ứng khá chặt chẽ với của thì hoàn thành trong tiếng Latinh. Thì này hình thành bằng cách sử dụng một trợ động từ và phân từ quá khứ của động từ.

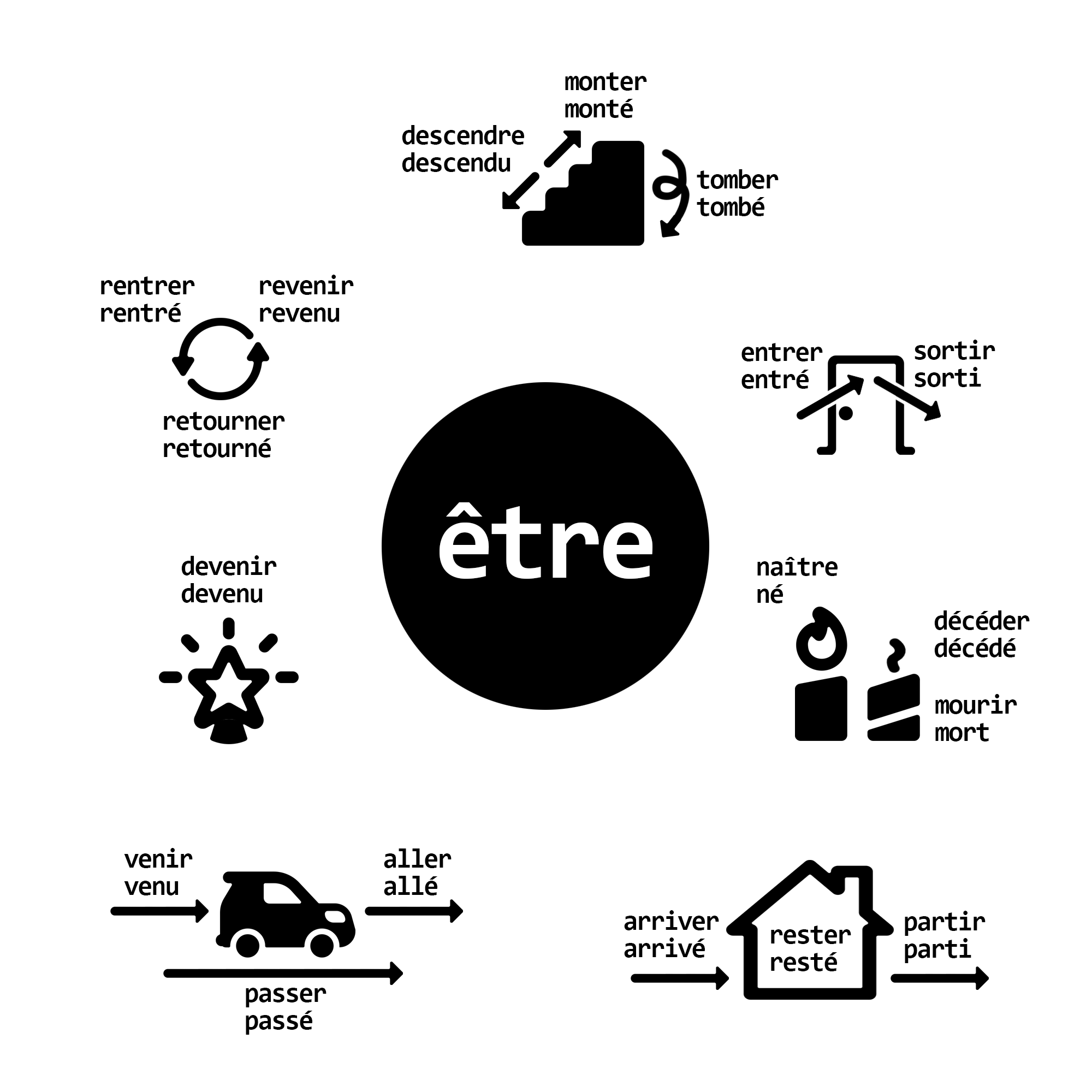
Biểu đồ chỉ ra động từ nào (ngoại trừ động từ nguyên mẫu) là được chia với être; dưới mỗi động từ dưới dạng nguyên mẫu là phân từ quá khứ.

Trong giáo dục tiếng Pháp ở Vương quốc Anh, passé composé thường được gọi là thì hoàn thành.

## Chia động từ
Passé composé được hình thành bởi trợ động từ, thường là trợ động từ avoir, theo sau là phân từ quá khứ. Cấu trúc câu thì song song với cấu trúc của thì hiện tại hoàn thành (không có sự khác biệt trong tiếng Pháp giữa các dạng hoàn thành và không phải là hoàn thành - mặc dù có một sự khác biệt quan trọng trong cách sử dụng giữa thì hoàn thành và chưa hoàn thành).
- J'ai vu quelque chose           (Tôi đã nhìn thấy cái gì đó)
- Tu as parlé de quelque chose       (Bạn đã nói về cái gì đó)
- Le garçon est sorti      (Cậu bé đã ra ngoài)

Trợ động từ có thể thực sự được sử dụng tương tự ở bất kỳ thì nào, dẫn tới các thì kép trong tiếng Pháp.

### Trợ động từavoir
Trợ động từ thường là avoir 'có', nhưng đôi khi là être 'là' (xem bên dưới)
Đây là chia động từ của avoir, với một phân từ quá khứ:
- j'ai vu (tôi đã nhìn thấy)
- nous avons vu (chúng tôi đã nhìn thấy)
- tu as vu (bạn đã nhìn thấy)
- vous avez vu (các bạn đã nhìn thấy)
- il/elle/on a vu  (anh/cô ấy/nó đã nhìn thấy)
- ils/elles ont vu (họ (gđ)/họ (gc) đã nhìn thấy)

### Trợ động từêtre
Các động từ sử dụng être dưới dạng một trợ động từ là các nội động từ thường biểu thị chuyển động hoặc sự thay đổi trạng thái.
Vì một số động từ này có thể cũng sử dụng dưới dạng một ngoại động từ, thay vào đó chúng sẽ dùng avoir dưới dạng một trợ động từ trong những trường hợp đó; v.d.
- Il est sorti (anh ấy đã ra ngoài)
- Il a sorti un outil pour le réparer (anh ấy đã lấy một công cụ ra để sửa nó [cái gì khác])

Sortir, monter, descendre, entrer, retourner, và passer đều có cách sử dụng ngoại động từ và nội động từ.
Đây là chia động từ của être, với một phân từ quá khứ:
- je suis mort(e) (tôi đã chết)
- nous sommes mort(e)s (chúng tôi đã chết)
- tu es mort(e)   (bạn đã chết)
- vous êtes mort(e)s   (các bạn đã chết)
- il/elle/on est mort(e) (anh/cô ấy/nó đã chết)
- ils/elles sont mort(e)s (họ đã chết)

Dưới đây là danh sách các động từ sử dụng être (cho cách sử dụng nội động từ) làm trợ động từ của chúng trong passé composé:
- Devenir – trở thành – (être) devenu(e)(s)
- Revenir – về lại – (être) revenu(e)(s)
- Monter – đi lên – (être) monté(e)(s)
- Rester – ở lại – (être) resté(e)(s)
- Sortir – thoát – (être) sorti(e)(s)
- Venir – đến – (être) venu(e)(s)
- Aller – đi – (être) allé(e)(s)
- Naître – sinh ra – (être) né(e)(s)
- Descendre – đi xuống – (être) descendu(e)(s)
- Entrer – vào – (être) entré(e)(s)
- Retourner – trở lại – (être) retourné(e)(s)
- Tomber – rơi – (être) tombé(e)(s)
- Rentrer – vào lại – (être) rentré(e)(s)
- Arriver – tới nơi – (être) arrivé(e)(s)
- Mourir – chết – (être) mort(e)(s)
- Partir – rời – (être) parti(e)(s)

Các từ trên được ghi nhớ bằng cách sử dụng từ viết tắt từ chữ đầu dễ nhớ DR MRS VANDERTRAMP (Các phương pháp giáo dục khác được sử dụng. Bản khác của từ viết tắt từ chữ cái đầu dễ hiểu này thêm một chữ "P" đứng cuối (dưới dạng ...TRAMPP), để giải thích "passer" trong phần sau của các động từ được chia với être "bổ sung". Sự tiến hóa ngôn ngữ theo thời gian đặt ra một thách thức cho phương pháp này.)
Ngoài những từ này, có ít nhất hai động từ khác được chia với être:
- Décéder – chết – (être) décédé(e)(s)
- Passer – tiêu/vượt qua – (être) passé(e)(s) (mặc dù nó chỉ được chia với être khi mô tả chuyển động)

### Dạng phản thân
Ngoài các động từ trên, tất cả các động từ phản thân sử dụng être làm trợ động từ của chúng. Một động từ phản thân là động từ liên quan ngược lại đến người nói, hoặc là một đối tượng v.d. Je me suis trompé 'tôi nhầm rồi, tôi đã sai lầm' (= *j'ai trompé moi-même, literally 'tôi đã lừa dối bản thân mình'), hoặc dưới dạng vị cách v.d. Je me suis donné du temps (= *j'ai donné du temps à moi-même, 'tôi đã cho mình một chút thời gian').

## Sự hình thành phân từ quá khứ trong tiếng Pháp
Để hình thành phân từ quá khứ cho các động từ nhóm 1 (động từ -ER) và cả aller, loại bỏ -er và thêm -é.
```
parler (nói)    - er + é = parlé (đã nói)
arriver (đến nơi)  - er + é = arrivé (đã đến nơi)
manger (ăn)      - er + é = mangé (đã ăn)
```

Để hình thành phân từ quá khứ cho các động từ nhóm 2 (động từ -IR với danh động từ -ISSANT), loại bỏ -ir và thêm -i.
```
finir (hoàn thành)    - ir + i = fini (đã hoàn thành)
choisir (chọn)  - ir + i = choisi (đã chọn)
grandir (lớn lên) - ir + i = grandi (đã lớn lên)
```

Để hình thành phân từ quá khứ cho các động từ nhóm 3 (động từ -RE), loại bỏ -re và thêm -u.
```
pendre (treo)     - re + u = pendu (đã treo)
vendre (bán)     - re + u = vendu (đã bán)
entendre (nghe)   - re + u = entendu (đã nghe)
attendre (đợi)   - re + u = attendu (đã đợi)
```

- Các phân từ quá khứ bất quy tắc (thường được thấy trong các động từ nhóm 3) phải được ghi nhớ riêng, trong đó có một số từ sau:

```
acquérir:    
acquis
      (đã giành được)
apprendre:   
appris
      (đã học)
atteindre:   
atteint
     (đã đạt được)
avoir:       
eu
          (đã có)
boire:       
bu
          (đã uống)
comprendre:  
compris
     (đã hiểu)
conduire:    
conduit
     (đã lái)
connaître:   
connu
       (đã biết)
construire:  
construit
   (đã xây dựng)
courir:      
couru
       (đã chạy)
couvrir:     
couvert
     (đã phủ)
craindre:    
craint
      (đã lo ngại)
croire:      
cru
         (đã tin)
décevoir:    
déçu
        (đã thất vọng)
découvrir:   
découvert
   (đã phát hiện)
devoir:      
dû
          (đã phải)
dire:        
dit
         (đã nói)
écrire:      
écrit
       (đã viết)
être:        
été
         (đã là)
faire:       
fait
        (đã xong)
instruire:   
instruit
    (đã chuẩn bị)
joindre:     
joint
       (đã tham gia)
lire:        
lu
          (đã đọc)
mettre:      
mis
         (đã đặt)
offrir:      
offert
      (đã đề nghị)
ouvrir:      
ouvert
      (đã mở)
paraître:    
paru
        (đã giống nhau)
peindre:     
peint
       (đã sơn)
pouvoir:     
pu
          (đã có thể)
prendre:     
pris
        (đã lấy)
produire:    
produit
     (đã sản xuất)
recevoir:    
reçu
        (đã nhận)
rire:        
ri
          (đã cười)
savoir:      
su
          (đã biết)
souffrir:    
souffert
    (đã đau)
surprendre:  
surpris
     (đã bất ngờ)
suivre:      
suivi
       (đã đi theo)
tenir:       
tenu
        (đã giữ)
venir:       
venu
        (đã đến)
vivre:       
vécu
        (đã sống)
voir:        
vu
          (đã nhìn)
vouloir:     
voulu
       (đã muốn)
```